# La Rioja (Spagna)

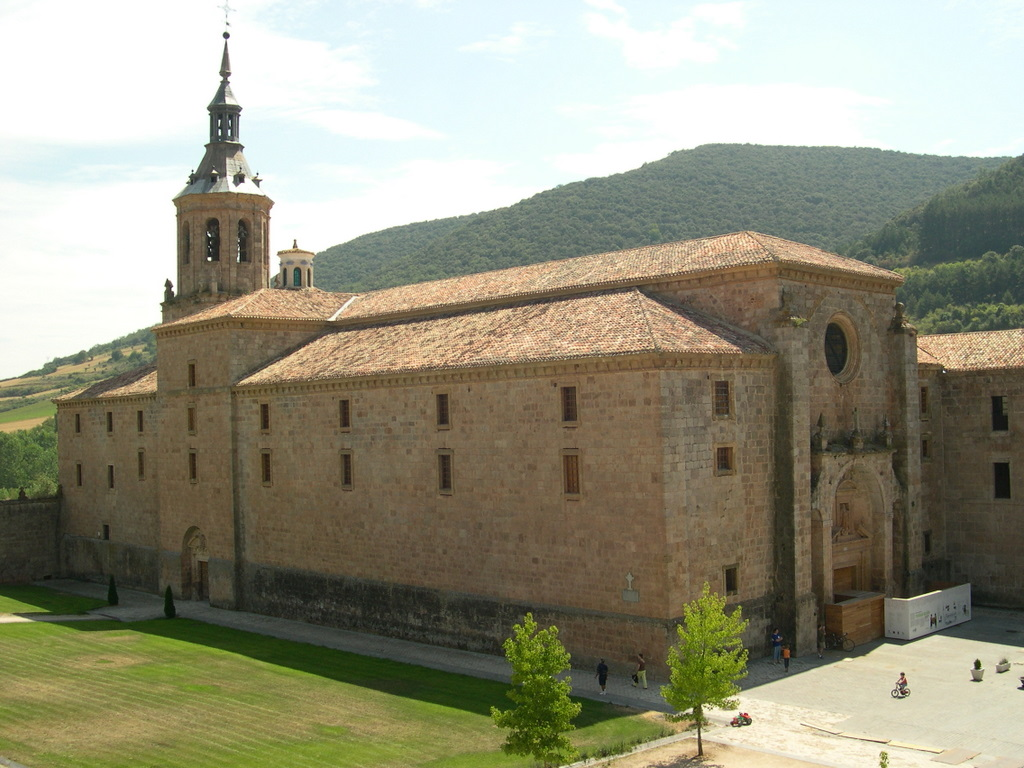
Monastero di Yuso, patrimonio dell'umanità UNESCO

La Rioja è una provincia e una comunità autonoma della Spagna settentrionale. Il suo capoluogo è Logroño. Altre città della regione sono Calahorra, Arnedo, Haro, Alfaro e Nájera.

## Geografia

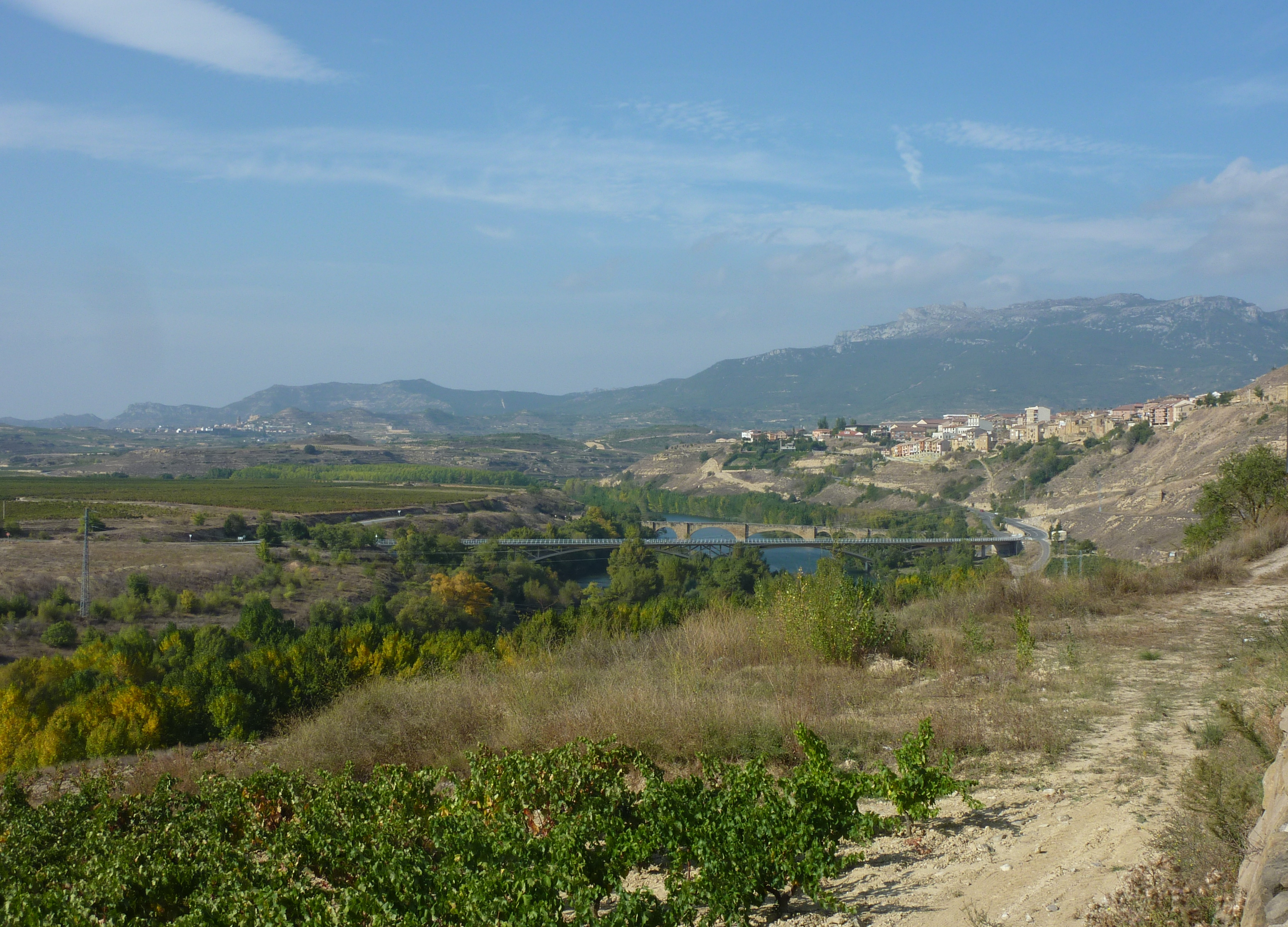
Fiume Ebro nella regione

Confina con i Paesi Baschi (provincia di Álava) a nord, con la Navarra ad est e a nord-est, con l'Aragona (provincia di Saragozza) a sud-est, e con la Castiglia e León a sud e a ovest (province di Soria a sud e di Burgos a ovest). 
Il fiume Ebro scorre attraverso questa regione, così come il Río Oja, dal quale prende il nome.

## Storia
Prima dell'arrivo dei Romani nel II secolo a.C., la regione era abitata da tribù celtibere: i Beroni si trovavano lungo la valle dell'Ebro; i Pelendoni nell'area montuosa e i Vasconi in alcune zone della Rioja Baja. All'inizio dell'VIII secolo la regione fu invasa dai musulmani.
A partire dal X secolo il territorio dell'attuale Rioja fu conteso tra i Re di Navarra e quelli di Castiglia. Nel 1173 la regione venne annessa alla Castiglia. 
Nel 1833 il territorio negli attuali confini fu organizzato all'interno della Castiglia come provincia di Logroño. 
Nel 1980, nell'ambito della riorganizzazione che fece seguito alla transizione democratica della Spagna, La Rioja fu staccata dalla Castiglia e costituita in comunità autonoma, a causa della sua peculiarità economica, rispetto alle regioni circostanti. 

## Popolazione
La Rioja è la seconda più piccola tra le comunità autonome spagnole ed ha la popolazione più bassa; una buona metà delle sue 174 municipalità ha popolazioni inferiori ai 200 abitanti. Quasi metà dei suoi cittadini vive nel capoluogo.

## Amministrazione
La Comunità è governata da un governo locale (Giunta) diretta da un Presidente, mentre un parlamento autonomo legifera sulle materie di competenza regionale.

## Economia
La Rioja è famosa per la sua produzione di vini rinomati. Il PIL pro capite de La Rioja è di 25300 € (2010), simile a quello delle Marche (25900 €).

## Comuni

Comarche della Rioja

| Comune                      | Abitanti (2004) |
| --------------------------- | --------------- |
| Ábalos                      | 289             |
| Agoncillo                   | 955             |
| Aguilar del Río Alhama      | 703             |
| Ajamil de Cameros           | 80              |
| Albelda de Iregua           | 2 599           |
| Alberite                    | 2 239           |
| Alcanadre                   | 758             |
| Aldeanueva de Ebro          | 2 553           |
| Alesanco                    | 437             |
| Alesón                      | 124             |
| Alfaro                      | 9 461           |
| Almarza de Cameros          | 29              |
| Anguciana                   | 330             |
| Anguiano                    | 540             |
| Arenzana de Abajo           | 265             |
| Arenzana de Arriba          | 33              |
| Arnedillo                   | 477             |
| Arnedo                      | 13 965          |
| Arrúbal                     | 484             |
| Ausejo                      | 839             |
| Autol                       | 3 915           |
| Azofra                      | 295             |
| Badarán                     | 700             |
| Bañares                     | 363             |
| Baños de Río Tobía          | 1 708           |
| Baños de Rioja              | 94              |
| Berceo                      | 208             |
| Bergasa                     | 150             |
| Bergasillas Bajera          | 31              |
| Bezares                     | 21              |
| Bobadilla                   | 138             |
| Brieva de Cameros           | 73              |
| Briñas                      | 226             |
| Briones                     | 838             |
| Cabezón de Cameros          | 25              |
| Calahorra                   | 22 378          |
| Camprovín                   | 197             |
| Canales de la Sierra        | 90              |
| Canillas de Río Tuerto      | 49              |
| Cañas                       | 133             |
| Cárdenas                    | 199             |
| Casalarreina                | 1 206           |
| Castañares de Rioja         | 418             |
| Castroviejo                 | 52              |
| Cellorigo                   | 22              |
| Cenicero                    | 2 012           |
| Cervera del Río Alhama      | 2 998           |
| Cidamón                     | 35              |
| Cihuri                      | 166             |
| Cirueña                     | 115             |
| Clavijo                     | 239             |
| Cordovín                    | 220             |
| Corera                      | 266             |
| Cornago                     | 540             |
| Corporales                  | 49              |
| Cuzcurrita de Río Tirón     | 420             |
| Daroca de Rioja             | 52              |
| Enciso                      | 154             |
| Entrena                     | 1 213           |
| Estollo                     | 126             |
| Ezcaray                     | 2 050           |
| Foncea                      | 105             |
| Fonzaleche                  | 164             |
| Fuenmayor                   | 2 792           |
| Galbárruli                  | 67              |
| Galilea                     | 298             |
| Gallinero de Cameros        | 24              |
| Gimileo                     | 137             |
| Grañón                      | 371             |
| Grávalos                    | 248             |
| Haro                        | 10 165          |
| Herce                       | 368             |
| Herramélluri                | 132             |
| Hervías                     | 136             |
| Hormilla                    | 441             |
| Hormilleja                  | 168             |
| Hornillos de Cameros        | 15              |
| Hornos de Moncalvillo       | 93              |
| Huércanos                   | 895             |
| Igea                        | 732             |
| Jalón de Cameros            | 47              |
| Laguna de Cameros           | 164             |
| Lagunilla del Jubera        | 428             |
| Lardero                     | 5 628           |
| Ledesma de la Cogolla       | 23              |
| Leiva                       | 276             |
| Leza de Río Leza            | 49              |
| Logroño                     | 141 568         |
| Lumbreras                   | 140             |
| Manjarrés                   | 130             |
| Mansilla de la Sierra       | 52              |
| Manzanares de Rioja         | 102             |
| Matute                      | 164             |
| Medrano                     | 207             |
| Munilla                     | 121             |
| Murillo de Río Leza         | 1 267           |
| Muro de Aguas               | 60              |
| Muro en Cameros             | 35              |
| Nájera                      | 7 560           |
| Nalda                       | 946             |
| Navajún                     | 17              |
| Navarrete                   | 2 466           |
| Nestares                    | 87              |
| Nieva de Cameros            | 126             |
| Ocón                        | 357             |
| Ochánduri                   | 82              |
| Ojacastro                   | 220             |
| Ollauri                     | 294             |
| Ortigosa de Cameros         | 306             |
| Pazuengos                   | 44              |
| Pedroso                     | 97              |
| Pinillos                    | 22              |
| Pradejón                    | 3 541           |
| Pradillo                    | 67              |
| Préjano                     | 196             |
| Quel                        | 2 007           |
| Rabanera                    | 40              |
| El Rasillo de Cameros       | 132             |
| El Redal                    | 196             |
| Ribafrecha                  | 997             |
| Rincón de Soto              | 3 525           |
| Robres del Castillo         | 41              |
| Rodezno                     | 325             |
| Sajazarra                   | 123             |
| San Asensio                 | 1 266           |
| San Millán de la Cogolla    | 293             |
| San Millán de Yécora        | 71              |
| San Román de Cameros        | 161             |
| San Torcuato                | 118             |
| San Vicente de la Sonsierra | 1 191           |
| Santa Coloma                | 126             |
| Santa Engracia del Jubera   | 185             |
| Santa Eulalia Bajera        | 126             |
| Santo Domingo de la Calzada | 6 069           |
| Santurde de Rioja           | 310             |
| Santurdejo                  | 178             |
| Sojuela                     | 114             |
| Sorzano                     | 244             |
| Sotés                       | 262             |
| Soto en Cameros             | 182             |
| Terroba                     | 29              |
| Tirgo                       | 260             |
| Tobía                       | 81              |
| Tormantos                   | 197             |
| Torre en Cameros            | 15              |
| Torrecilla en Cameros       | 574             |
| Torrecilla sobre Alesanco   | 55              |
| Torremontalbo               | 19              |
| Treviana                    | 231             |
| Tricio                      | 380             |
| Tudelilla                   | 389             |
| Uruñuela                    | 778             |
| Valdemadera                 | 11              |
| Valgañón                    | 156             |
| Ventosa                     | 135             |
| Ventrosa                    | 82              |
| Viguera                     | 397             |
| Villalba de Rioja           | 162             |
| Villalobar de Rioja         | 98              |
| Villamediana de Iregua      | 3 335           |
| Villanueva de Cameros       | 109             |
| El Villar de Arnedo         | 656             |
| Villar de Torre             | 268             |
| Villarejo                   | 43              |
| Villarroya                  | 5               |
| Villarta-Quintana           | 184             |
| Villavelayo                 | 82              |
| Villaverde de Rioja         | 83              |
| Villoslada de Cameros       | 390             |
| Viniegra de Abajo           | 113             |
| Viniegra de Arriba          | 49              |
| Zarratón                    | 248             |
| Zarzosa                     | 14              |
| Zorraquín                   | 55              |